# فوفلونات
الفوفلونات (الاسم العلمي: Arecanae) هي فوق رتبة من النباتات تتبع طائفة الزنبقانية.

## رتب
حسب تقسيم عالم النبات الأرمني-السوفياتي أرمين تختجان (بالإنجليزية: Armen Takhtajan)‏, تضم هذه الطبقة النباتية الرتب التالية:
- الفوفليات (الاسم العلمي: Arecales)
- السيكلنتيات (الاسم العلمي: Cyclanthales) وهي رتبة لم تعد موجودة حيث ضمت إلى رتبة الباندانيات (الاسم العلميPandanales)